# Vincent Słomiński
Vincent Słomiński es un deportista polaco que compite en piragüismo en la modalidad de aguas tranquilas. Ganó una medalla de plata en el Campeonato Mundial de Piragüismo de 2015 y 2 medallas de bronce en el Campeonato Europeo de Piragüismo, en los años 2013 y 2014, ambas en la prueba de C2 500 m.

## Palmarés internacional
| Campeonato Mundial | Campeonato Mundial          | Campeonato Mundial | Campeonato Mundial |
| Año                | Lugar                       | Medalla            | Competición        |
| ------------------ | --------------------------- | ------------------ | ------------------ |
| 2015               | Milán (Italia)              | Medalla de plata   | C2 500 m           |
| Campeonato Europeo |                             |                    |                    |
| Año                | Lugar                       | Medalla            | Competición        |
| 2013               | Montemor-o-Velho (Portugal) | Medalla de bronce  | C2 500 m           |
| 2014               | Brandeburgo (Alemania)      | Medalla de bronce  | C2 500 m           |